# Division 2 1971/72
Die Division 2 1971/72 war die 33. Austragung der zweithöchsten französischen Fußballliga. Es handelte sich um eine offene Meisterschaft mit Profi- und Amateurklubs. Zweitligameister wurde die US Valenciennes-Anzin.

## Vereine
Teilnahmeberechtigt waren die 39 Vereine, die nach der vorangegangenen Spielzeit weder in die erste Division auf- noch in die dritte Liga (National) abgestiegen waren; dazu kamen drei Erstligaabsteiger sowie sechs bisherige Amateur-Drittligisten. Diese 48 Teilnehmer spielten in drei überwiegend nach regionalen Gesichtspunkten eingeteilten Gruppen. Aufstiegsberechtigt waren nur die jeweiligen Gruppensieger. Eine Relegation zwischen den am schlechtesten platzierten Erstligisten, die nicht direkt abstiegen, und den besten, nicht direkt aufstiegsberechtigten Zweitligisten gab es auch diesmal nicht.

## Saisonverlauf
Jede Mannschaft trug gegen jeden Gruppengegner ein Hin- und ein Rückspiel aus, einmal vor eigenem Publikum und einmal auswärts. Es galt die Zwei-Punkte-Regel; bei Punktgleichheit gab die Tordifferenz den Ausschlag für die Platzierung. In Frankreich wird bei der Angabe des Punktverhältnisses ausschließlich die Zahl der Pluspunkte genannt; hier geschieht dies in der in Deutschland zu Zeiten der 2-Punkte-Regel üblichen Notation.
In allen drei Staffeln dominierten die Absteiger aus der Division 1; besonders deutlich gelang dies Strasbourg-Meinau in Gruppe C, das die Tabelle schon zwei Monate vor Saisonende uneinholbar anführte. Sedan (mit Troyes und Lens) sowie insbesondere Valenciennes-Anzin (mit Limoges und Brest) hingegen mussten sich relativ lange hartnäckiger Konkurrenten erwehren. Auch der Kampf gegen den Abstieg, von dem aufgrund der zur folgenden Spielzeit beabsichtigten Reduzierung der zweiten Division auf 36 Teilnehmer ein besonders großer Kreis von Mannschaften bedroht war, war durch einige frühzeitig feststehende Entscheidungen – namentlich in den Gruppen A (Creil, Évreux) und C (Martigues, GFC Ajaccio) –, aber auch durch Entscheidungen, die tatsächlich erst am 30. Spieltag fielen, geprägt. Außer den je vier Absteigern pro Staffel mussten zudem anschließend die drei Gruppen-Zwölften noch gegen die drei besten Drittligisten Entscheidungsspiele (Barrages) um den Klassenerhalt bestreiten. Von den sechs Neulingen in der Division 2 stiegen vier umgehend wieder ab, während sich die Fußballer aus Mantes-la-Ville als einzige auf einem gesicherten Rang (6. in der Gruppe B) zu platzieren vermochten.
In den 720 Begegnungen wurden 1.936 Treffer erzielt; das entspricht einem Mittelwert von 2,69 Toren je Spiel. Die jeweils erfolgreichsten Torjäger waren in Gruppe A Gérard Pleimelding (Troyes, 20), in Gruppe B Joseph Yegba Maya (Valenciennes, 28 – das waren fast 60 % aller Treffer seiner Mannschaft) und in Gruppe C Marc Molitor (Strasbourg, 40), der damit Liga-Gesamttorschützenkönig wurde. Zur Saison 1972/73 kamen drei Absteiger aus der Division 1 hinzu; aus der dritthöchsten Liga stieg keine Mannschaft direkt auf, weil sich alle beteiligten Zweitdivisionäre in den Relegationsspielen gegen die unterklassigen Teams (CA Lisieux, AS Strasbourg und ES Juvisy) durchsetzten, wobei Poitiers gegen Lisieux sogar verloren hatte, der Drittligist danach aber auf den Aufstieg verzichtete. Anschließend versetzte der Fußballverband allerdings Montpellier und Quevilly aus finanziellen Gründen strafweise auch noch in die dritte Liga; davon profitierten die sportlich bereits abgestiegenen Teams aus Cambrai und Bagneaux-Fontainebleau-Nemours.

## Abschlusstabellen

### Gruppe A
| Pl. | Verein               | Sp. | S  | U  | N  | Tore    | Diff. | Punkte |
| --- | -------------------- | --- | -- | -- | -- | ------- | ----- | ------ |
| 1.  | CS Sedan (A)         | 30  | 22 | 4  | 4  | 085:210 | +64   | 48:12  |
| 2.  | Troyes Auve Football | 30  | 16 | 12 | 2  | 050:240 | +26   | 44:16  |
| 3.  | Racing Lens          | 30  | 18 | 4  | 8  | 055:360 | +19   | 40:20  |
| 4.  | FC Rouen             | 30  | 11 | 13 | 6  | 044:380 | +6    | 35:25  |
| 5.  | US Grand Boulogne    | 30  | 11 | 11 | 8  | 035:310 | +4    | 33:27  |
| 6.  | SM Caen              | 30  | 12 | 9  | 9  | 032:360 | −4    | 33:27  |
| 7.  | EAC Chaumont         | 30  | 13 | 6  | 11 | 049:330 | +16   | 32:28  |
| 8.  | FC Mulhouse          | 30  | 9  | 12 | 9  | 036:360 | ±0    | 30:30  |
| 9.  | US Dunkerque         | 30  | 9  | 9  | 12 | 041:350 | +6    | 27:33  |
| 10. | Racing FC Besançon   | 30  | 11 | 5  | 14 | 037:490 | −12   | 27:33  |
| 11. | SC Amiens            | 30  | 10 | 6  | 14 | 034:560 | −22   | 26:34  |
| 12. | Stade Laval          | 30  | 8  | 9  | 13 | 034:490 | −15   | 25:35  |
| 13. | AC Cambrai           | 30  | 8  | 9  | 13 | 039:590 | −20   | 25:35  |
| 14. | AC Mouzon (N)        | 30  | 6  | 11 | 13 | 045:540 | −9    | 23:37  |
| 15. | AC Évreux (N)        | 30  | 5  | 9  | 16 | 030:490 | −19   | 19:41  |
| 16. | AS Creil             | 30  | 3  | 7  | 20 | 022:620 | −40   | 13:47  |

Platzierungskriterien: 1. Punkte – 2. Tordifferenz – 3. geschossene Tore

| (A) | Absteiger aus der Division 1 1970/71 |
| (N) | Neuaufsteiger                        |

### Gruppe B
| Pl. | Verein                    | Sp. | S  | U  | N  | Tore    | Diff. | Punkte |
| --- | ------------------------- | --- | -- | -- | -- | ------- | ----- | ------ |
| 1.  | US Valenciennes-Anzin (A) | 30  | 19 | 5  | 6  | 048:210 | +27   | 43:17  |
| 2.  | FC Limoges                | 30  | 17 | 7  | 6  | 049:260 | +23   | 41:19  |
| 3.  | Stade Brest               | 30  | 15 | 7  | 8  | 050:330 | +17   | 37:23  |
| 4.  | US Le Mans                | 30  | 13 | 7  | 10 | 052:350 | +17   | 33:27  |
| 5.  | FC Bourges                | 30  | 11 | 11 | 8  | 040:440 | −4    | 33:27  |
| 6.  | CA Mantes (N)             | 30  | 12 | 8  | 10 | 042:420 | ±0    | 32:28  |
| 7.  | EDS Montluçon             | 30  | 12 | 8  | 10 | 046:490 | −3    | 32:28  |
| 8.  | Stade Laval               | 30  | 13 | 6  | 11 | 038:460 | −8    | 32:28  |
| 9.  | AAJ Blois                 | 30  | 9  | 10 | 11 | 041:400 | +1    | 28:32  |
| 10. | LB Châteauroux            | 30  | 10 | 8  | 12 | 031:320 | −1    | 28:32  |
| 11. | FC Lorient                | 30  | 9  | 8  | 13 | 054:570 | −3    | 26:34  |
| 12. | Stade Poitiers PEP        | 30  | 8  | 10 | 12 | 035:390 | −4    | 26:34  |
| 13. | EB Fontainebleau-Nemours  | 30  | 9  | 6  | 15 | 031:440 | −13   | 24:36  |
| 14. | ES La Rochelle (N)        | 30  | 7  | 9  | 14 | 036:480 | −12   | 23:37  |
| 15. | Racing Paris-Joinville    | 30  | 6  | 10 | 14 | 027:420 | −15   | 22:38  |
| 16. | Stade Quimper             | 30  | 7  | 6  | 17 | 024:460 | −22   | 20:40  |

Platzierungskriterien: 1. Punkte – 2. Tordifferenz – 3. geschossene Tore

| (A) | Absteiger aus der Division 1 1970/71 |
| (N) | Neuaufsteiger                        |

### Gruppe C
Platzierungskriterien: 1. Punkte – 2. Tordifferenz – 3. geschossene Tore

| (A) | Absteiger aus der Division 1 1970/71 |
| (N) | Neuaufsteiger                        |

## Ermittlung des Meisters
Die drei Gruppensieger traten in einer einfachen Punkterunde auf neutralen Plätzen gegeneinander an; die Mannschaft, die dabei das beste Gesamtergebnis erreichte, gewann den diesjährigen Titel eines Meisters der zweiten Liga.
| Pl. | Verein                     | Sp. | S | U | N | Tore    | Diff. | Punkte |
| --- | -------------------------- | --- | - | - | - | ------- | ----- | ------ |
| 1.  | US Valenciennes-Anzin      | 2   | 2 | 0 | 0 | 003:100 | +2    | 04:0   |
| 2.  | Racing-Pierrots Strasbourg | 1   | 0 | 0 | 1 | 001:200 | −1    | 0:20   |
| 3.  | CS Sedan                   | 1   | 0 | 0 | 1 | 000:100 | −1    | 0:20   |

|                            | Ergebnis |                            |
| -------------------------- | -------- | -------------------------- |
| CS Sedan                   | 0:1      | US Valenciennes-Anzin      |
| US Valenciennes-Anzin      | 2:1      | Racing-Pierrots Strasbourg |
| Racing-Pierrots Strasbourg | a-:- a   | CS Sedan                   |